# WinToFlash
Novicorp WinToFlash (сокр. WinToFlash) — приложение российской компании Novicorp для создания мультизагрузочных USB накопителей с операционными системами Windows, Linux или загрузочными образами WinPE, для использования в качестве носителя установочного образа операционной системы или Live USB.

## История
4 июля 2009 года состоялся релиз первой версии WinToFlash — 0.2.0003 beta. Версия 0.2.0003 beta поддерживала работу исключительно с Windows XP и 2003, обеспечивала перенос программы установки (Windows XP и 2003), перенос PE-среды Windows, а также обеспечивала обслуживание накопителей.
4 июля 2015 года вышла версия 1.0.0000, поддерживающая большое количество операционных систем и сред Live USB для восстановления работоспособности компьютера и данных пользователя. В частности, поддерживались все выпуски Windows, начиная с XP и заканчивая 8.1 (на тот момент самая новая версия Windows), создание USB-накопителей с аварийным загрузчиком Windows XP или Windows Server 2003, перенос «MS-DOS на USB-накопитель, создание USB-накопителя с консолью восстановления Windows XPили Windows Server 2003 (Recovery Console), а также создание USB-накопителя WinPE со встроенным модулем АнтиСМС (предназначенного для удаления вредоносных винлокеров» компьютера).
8 августа 2015 года была выпущена версия WinToFlash 1.2.0000 с поддержкой создания мультизагрузочных USB накопителей, позволяющих, с помощью меню, выбрать версию Windows или Live CD/USB для последующей загрузки. Ключевая особенность этой технологии заключается в экономии USB накопителей, ведь множество разнообразных образов операционных систем можно загружать с одной единственной флэшки.

## Описание
Программа WinToFlash ориентирована для использования преимущественно на нетбуках, неттопах и планшетах, а также на других компьютерах, которые не имеют в своём составе оптического привода для установки операционной системы, при этом может также использоваться как альтернатива оптическим дискам.
Ключевыми особенностями WinToFlash (по сравнению с программами-аналогами) является:
- наличие двух режимов работы: «Режим мастера» и «Расширенный режим», предлагаемых к использованию в зависимости от компетенции и потребностей пользователя,
- поддержка мультизагузки с неограниченным количеством образов ОС и Live USB на одном USB накопителе,
- широкий набор опций настройки MBR, файловых систем, загрузчиков, UEFI и др.

Режим мастера — режим работы программы, в котором все настройки переноса выполняются программой автоматически — от пользователя не требуется принятия решения по осуществлению тех или иных настроек для переноса. В этом режиме Мастера необходимо лишь указать каталог с установочными файлами Windows и уточнить путь к USB-накопителю.
Расширенный режим отличается возможностью создания различных типов загрузочных накопителей и настройки параметров переноса: можно автоматизировать и настроить процесс установки Windows, произвести детальную настройку форматирования, определить опции FAT/NTFS и конфигурацию MBR, включить/выключить поддержку UEFI, выбрать стандартный загрузчик или GRUB и др.
Дистрибутив WinToFlash является портативным (распространяется в виде ZIP архива) и не требует установки для работы с программой. WinToFlash не записывает (не регистрирует) нигде в системе служебную информацию (кроме папки «temp») и удаляется стандартными средствами Windows (например, с помощью контекстного меню папки).

### Возможности программы
Novicorp WinToFlash (полнофункциональные версии, начиная с «Профессиональной» лицензии) обеспечивает следующий перечень функциональных возможностей:
- Перенос установочных образов или архивов (ISO, RAR, ARJ, ZIP, 7z, CAB, DMG) ОС Windows XP/2003/Vista/2008/7/8/10 (x86 и x64) на USB-накопитель, с возможностью проверки накопителя на предмет наличия ошибок файловой системы,
- Создание мультизагрузочных USB накопителей с неограниченным количеством образов ОС на них,
- Перенос дисков восстановления или мини-ОС WinPE 1-5.x (например, BartPE на Windows XP/2003 или WinPE на Vista/2008/7/8),
- Создание USB-накопителя с аварийным загрузчиком Windows 2000/ Windows XP/2003, консолью восстановлению Windows XP/2003, а также с MS-DOS,
- Обслуживание USB-накопителя (два способа очистки накопителя),
- Форматирование USB-накопителя в NTFS, FAT16 или FAT32 (CHS или LBA), с возможность детальной настройки опций FAT и таблицы разделов,
- Возможность выбора типа разметки накоптеля — USB-HDD (с MBR) или USB-ZIP (без MBR),
- Возможность включения/отключения поддержки UEFI загрузки для Windows Vista-10 и WinPE 2.x-5.x,
- Лимитирование размена накопителя в секторах, байтах, мегабайтах и гигабайтах,
- Выбор параметров CHS для MBR (политика CHS),
- Выбор загрузчика — стандартный или GRUB (используется GRUB4DOS),
- Детальная настройка процесса переноса Windows Setup (тип загрузчика, проверка диска и др.),
- Создание файла ответов (серийный номер, имя пользователя и т. д.) для Windows Setup — автоматизация процесса установки,
- Создание USB-накопителя WinPE с встроенным модулем АнтиСМС, предназначенного для удаления вредоносных «винлокеров» компьютера (требующих перечисление денег злоумышленникам за восстановление работоспособности компьютера).

## Возможности мультизагрузочного режима
Начиная с версии 1.2.0000 в WinToFlash появился Multiboot Manager, с помощью которого стало возможным создать мультизагрузочные USB накопители с неограниченным количеством образов операционных систем и Live CD на них.
После загрузки компьютера с мультизагрузочного накопителя, подготовленного WinToFlash, пользователю предлагается простое меню, в котором, с помощью стрелок на клавиатуре, можно выбрать образ ОС для дальнейшей загрузки. Поддерживаются 90 различных дистрибутивов, а также существуют «стандартные» режимы загрузки для дистрибутивов, неизвестных программе.
Ниже перечисляются все дистрибутивы, поддерживаемые программой.
| Тип       | Дистрибутив                           | Версия/Редакция |
| --------- | ------------------------------------- | --------------- |
| Windows   | 10                                    | все редакции    |
| Windows   | 2008/2008R2                           | все редакции    |
| Windows   | 2012/2012R2                           | все редакции    |
| Windows   | 7                                     | все редакции    |
| Windows   | 8/8.1                                 | все редакции    |
| Windows   | Vista                                 | все редакции    |
| Антивирус | AVIRA Antivirus                       | ?               |
| Антивирус | ClamAV Antivirus Live CD              | ?               |
| Антивирус | AvtiVir Rescue System                 | ?               |
| Антивирус | BitDefender Rescue CD                 | ?               |
| Антивирус | COMODO Rescue Disk                    | ?               |
| Антивирус | Dr.WEB Live CD                        | ?               |
| Антивирус | ESET SysRescue                        | ?               |
| Антивирус | F-Secure Rescue CD                    | ?               |
| Антивирус | G Data Antivirus                      | ?               |
| Антивирус | Kaspesky Rescue Disk                  | ?               |
| Антивирус | Panda Safe CD                         | ?               |
| Антивирус | Symantec PC Tools                     | ?               |
| Антивирус | Vba32 Rescue                          | ?               |
| Утилиты   | Acronis Backup and Security Rescue CD | ?               |
| Утилиты   | AOMEI Backupper                       | ?               |
| Утилиты   | Boot-Repair-Disk                      | ?               |
| Утилиты   | Clonezilla                            | ?               |
| Утилиты   | Darik’s Boot and Nuke                 | ?               |
| Утилиты   | GParted                               | ?               |
| Утилиты   | Hirens Boot CD                        | ?               |
| Утилиты   | Minitool Partition Wizard             | ?               |
| Утилиты   | Parted Magic                          | ?               |
| Утилиты   | Ping Disk Image/Restore               | ?               |
| Утилиты   | SYSTEMRESCUE-CD                       | ?               |
| Утилиты   | Trinity Rescue Kit                    | ?               |
| Утилиты   | UFS Explorer Emergency CD             | ?               |
| Утилиты   | UBCD Live                             | ?               |
| Утилиты   | Ultimate Boot CD                      | ?               |
| Утилиты   | Windows Reset Password                | ?               |
| Android   | Android x86                           | ?               |
| Linux     | ArtislX Live DVD                      | ?               |
| Linux     | ArtisX                                | ?               |
| Linux     | AVSTRUM Latvijas Linukss              | ?               |
| Linux     | Bach Box Linux                        | ?               |
| Linux     | Bodhi Linux                           | ?               |
| Linux     | CAINE BlackHole                       | ?               |
| Linux     | Calculate Linux Desctop               | ?               |
| Linux     | Calculat Media Center                 | ?               |
| Linux     | CentOS                                | ?               |
| Linux     | Core Plus Newring                     | ?               |
| Linux     | CrunchBang-Waldorf                    | ?               |
| Linux     | Debian Linux (any edition)            | ?               |
| Linux     | deft                                  | ?               |
| Linux     | deft zero                             | ?               |
| Linux     | DSL 50MB Live BizCard CD              | ?               |
| Linux     | edubuntu                              | ?               |
| Linux     | EduPUP                                | ?               |
| Linux     | Fedora Linux (any edition)            | ?               |
| Linux     | Finnix                                | ?               |
| Linux     | G4L Disk Imaging                      | ?               |
| Linux     | GALPon MiniNo                         | ?               |
| Linux     | Gnublin                               | ?               |
| Linux     | Gubuntu                               | ?               |
| Linux     | ipredia OS                            | ?               |
| Linux     | KALT                                  | ?               |
| Linux     | Knoppix Linux                         | ?               |
| Linux     | KODIbuntu                             | ?               |
| Linux     | Kubuntu                               | ?               |
| Linux     | LinuxKidX                             | ?               |
| Linux     | LinuxMint                             | ?               |
| Linux     | live.linuX-gamers                     | ?               |
| Linux     | lupu                                  | ?               |
| Linux     | dyne bolic                            | ?               |
| Linux     | MUSIX                                 | ?               |
| Linux     | mythbuntu                             | ?               |
| Linux     | Netboot CD                            | ?               |
| Linux     | Niblex                                | ?               |
| Linux     | Overclockix                           | ?               |
| Linux     | PCLinux OS                            | ?               |
| Linux     | Picaros Diego                         | ?               |
| Linux     | Puppy Arcade                          | ?               |
| Linux     | Sabayon Ferensics                     | ?               |
| Linux     | SlackO                                | ?               |
| Linux     | SLAX LiveOS                           | ?               |
| Linux     | SliTaz Linux                          | ?               |
| Linux     | tiny core linux                       | ?               |
| Linux     | trisquel                              | ?               |
| Linux     | Tyny Core                             | ?               |
| Linux     | UberStudent Linux For LEANERS         | ?               |
| Linux     | Ubuntu                                | ?               |
| Linux     | xPUD                                  | ?               |
| Linux     | xUbuntu                               | ?               |
| Linux     | Zillya Live CD                        | ?               |

## Редакции, лицензия и лицензирование
Компания Novicorp предлагает ряд редакций WinToFlash, отличающихся по цене и набору доступных функций:
- Лайт (Lite) — бесплатная версия для некоммерческого использования (домашнее или академическое) с базовым набором функциональных возможностей и демонстрацией рекламы, в мультизагрузочном режиме поддерживается 2 дистрибутива на одном накопителе,
- Домашняя (Home) — все возможности Лайт версии, но без рекламы в интерфейсе,
- Профессиональная (Professional) — доступен весь функцонал, включая NTFS, режим USB-ZIP, поддержка UEFI, загрузчика GRUB и другое. Мультизагрузочный режим позволяет использовать неограниченное количество дистрибутивов,
- Бизнес (Business) — отличается от «Профессиональной» возможностью использования ПО в коммерческих целях[12].

## Награды
Novicorp WinToFlash получил награду «Выбор редакции» от международного интернет-портал «CHIP.eu», по результатам «тестирования существующих программ для переноса ISO-образов на флеш-накопители», а также был удостоен высшей оценки редактора — пять звёзд.

## Публикации в СМИ
За время своего существования программа Novicorp WinToFlash неоднократно освещалась различными печатных изданиями и веб-ресурсами, среди которых можно выделить:
- Журнал «ComputerBild» № 23/2009, «Устанавливаем Windows 7 c флэшки»[9].
- Журнал «UPgrade» (440) 5 октябрь 2009, «Утилита WinToFlash 0.4.0017 Beta»[8].
- Журнал «PCWorld» (www.pcworld.com) 29 ноября 2009 года, Jon L. Jacobi: статья «Make a Windows Install Flash Drive With WinToFlash»[13]. 1 декабря 2009 года эта статья была также опубликована на сайте американской газеты The Washington Post[2].
- Журнал «CHIP» №01 январь 2012, «Windows на флешке»:

«Стандартными средствами системы не так просто перенести загрузочный образ или среду WinPE на USВ-накопитель. Подобную задачу поможет решить Novicorp WinToFlash. …»
- Журнал «Hard’n’Soft» №3/2012, в своем обзоре «Создание загрузочной флешки с ОС Windows», отметил простоту использования WinToFlash в сравнении с более популярной UltraISO[6]

## Критика
В версии 0.8.0000 beta (01.08.2013) была добавлена опция, позволяющая обнаруживать (по умолчанию) только USB-накопители, при этом внутренние жёсткие диски компьютера не отображаются в интерфейсе программы. Долгое время, в ходе развития проекта, на форуме программы отсутствие данной возможности неоднократно подвергалось критике со стороны пользователей, поскольку, таким образом, возникали прецеденты, когда пользователи «случайно» форматировали внутренний жёсткий диск компьютера. В версии 0.8.0000 beta эта возможность была добавлена (в виде соответствующей опции, доступной в настройках программы).